# Puget Sound pe coasta Pacificului
Puget Sound pe coasta Pacificului este un tablou al pictorului american Albert Bierstadt din anul 1870. În momentul finalizării lucrării, Bierstadt încă nu călătorise prin ceea ce era pe atunci teritoriul Washingtonului. Lucrarea, comandată de comerciantul din China Abiel Abbot Low, a fost pictată doar printr-o descriere scrisă a sunetului.